# إيما كلاين
إيما كلاين (بالإنجليزية: Emma Cline) (1989 في الولايات المتحدة)؛ روائية أمريكية.

## روابط خارجية
- إيما كلاين على موقع IMDb (الإنجليزية)
- إيما كلاين على موقع مونزينجر (الألمانية)
- إيما كلاين على موقع قاعدة بيانات برودواي على الإنترنت (الإنجليزية)